# Amaurobius annulatus
Amaurobius annulatus är en spindelart som först beskrevs av Kulczynski 1906.  Amaurobius annulatus ingår i släktet Amaurobius och familjen mörkerspindlar. Inga underarter finns listade i Catalogue of Life.